# Gorybia pallida
Gorybia pallida är en skalbaggsart som beskrevs av Martins 1976. Gorybia pallida ingår i släktet Gorybia och familjen långhorningar. Inga underarter finns listade i Catalogue of Life.